# Chery A1
Pour les articles homonymes, voir A1.
La Chery A1 (ou Chery Kimo, en Russie) est une citadine chinoise conçue par le constructeur automobile Chery.
Elle a été fabriquée de 2007 à 2015.
Elle porte différents noms selon les pays où elle a été commercialisée :
Arauca au Venezuela ;
Campus en Indonésie ;
Ego en Serbie et Macédoine ;
Kimo en Russie, Ukraine, Biélorussie et Turquie ;
J1 en Australie ;
Visage au Chili, Argentine, Brésil et Uruguay ;
A113 en Egypte et au Maroc.